# Sabiha Kasimati
Sabiha Kasimati (15 septembre 1912 - 26 février 1951) est une ichtyologue albanaise et dissidente du régime communiste en Albanie. Elle est une des victimes du régime d'Enver Hoxha — avec qui elle était allée à l'école.

## Sa vie
Kasimati est née à Edirne où son père exerce comme médecin. Quand sa famille revient à Korçë, en Albanie, Kasimati devient la première fille à fréquenter le Lycée national albanais d'inspiration française de la ville, ce qui lui donne une certaine renommée. L'un de ses camarades de classe est alors le futur dictateur Enver Hoxha.
Ayant une excellente maîtrise de la langue française, elle enseigne cette langue à l'Institut des femmes de Korca. Après cela, elle étudie la biologie à l'université américano-albanais de Koraja. Ses résultats lui permettent d'obtenir une bourse pour étudier à l'étranger. Elle fréquente l'université de Turin en Italie où elle obtient également de très bons résultats. Puis elle retourne travailler à l'Institut albanais des sciences de Tirana après avoir refusé un poste à l'Université de Turin.
Elle devient la première ichtyologue albanaise à travailler avec Selahudin Toto. Elle passe une décennie à documenter les poissons de son pays d'un point de vue scientifique et économique, car elle considère le poisson comme une ressource sous-utilisée. Ignorant les normes sociales de son époque, elle vit seule dans un appartement à Tirana et participe à la vie intellectuelle de la ville.
Lorsque son ancien camarade de classe, Enver Hoxha, arrive au pouvoir, et que la première femme écrivaine d'Albanie est emprisonnée, et son ancien professeur Selahudin Toto exécuté, Kasimari tente d'intervenir en obtenant un entretien avec Hoxha mais en vain.
Elle est accusée d'avoir posé une bombe à l'ambassade soviétique de Tirana, accusation qui se révélera infondée. Kasimati est accusée en vertu de la nouvelle loi d'agitation et de propagande contre l'État et est abattue sans jugement, d'aucune sorte, dans la nuit du 26 février 1951 à Tirana. Kasimati et les autres exécutés sans jugement ont été enterrés dans un champ non loin de Tirana.

## Héritage
Kasimati est reconnue pour avoir eu l'idée d'un musée national des sciences en Albanie. En octobre 2018, il est annoncé que le Musée national albanais des sciences serait nommé en son honneur et qu'une zone du musée serait réservée à l'histoire de sa vie et à son sacrifice.